# Portloe
(Sir John Betjeman)

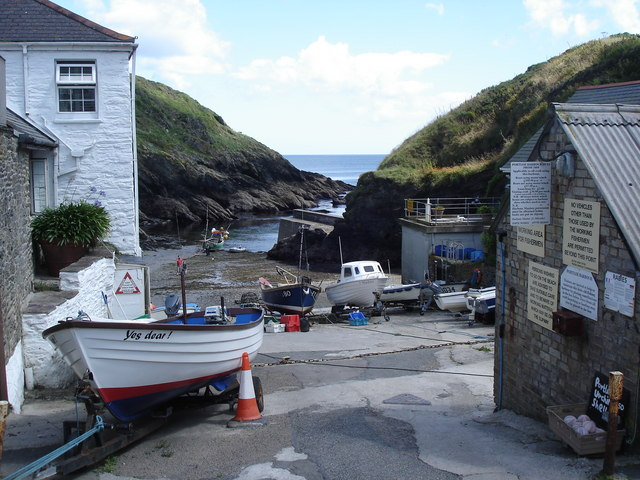
Imbarcazioni nel porticciolo di Portloe

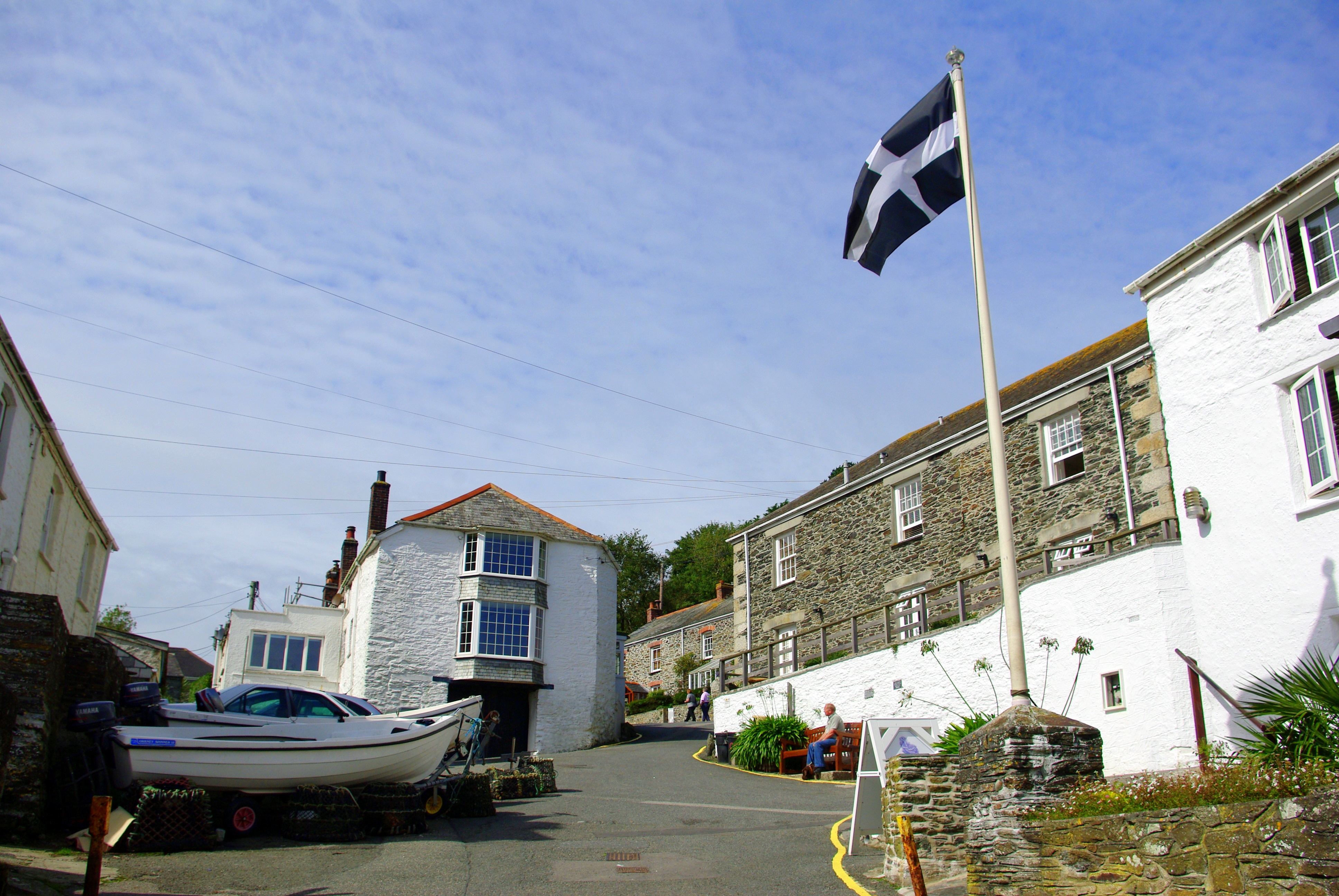
La bandiera della Cornovaglia sventola nel villaggio di Portloe

Portloe (in lingua cornica: Porth Logh) è un villaggio di pescatori sulla Manica della costa meridionale della Cornovaglia (Inghilterra sud-ovest), situato nella penisola di Roseland, lungo il South West Coast Path. Dal punto di vista amministrativo, si tratta di una frazione di Veryan, parrocchia civile dell'ex-distretto di Carrick.
Considerato il "gioiello" della penisola di Roseland e tra i più bei villaggi della Cornovaglia è meta prediletta di numerose celebrità.

## Geografia fisica
Portloe si trova nella parte centrale della costa meridionale della Cornovaglia, tra i villaggi di St Mawes e Mevagissey (rispettivamente ad est/nord-est del primo e ad ovest del secondo), a circa 20 km a sud-est di Truro.

## Origini del nome
Il toponimo in lingua cornica Porth Logh significa letteralmente "laghetto sulla baia".

## Storia

### Dalla fondazione ai giorni nostri
Come molti villaggi della Cornovaglia, anche il villaggio di Portloe è storicamente legato al contrabbando, in particolare al contrabbando di brandy francese.
Al fenomeno si cercò di porre rimedio nel 1824 con l'istituzione, da parte delle autorità doganali, di un posto di guardia nella zona del porto.

## Cultura

### Media

#### Cinema e fiction
- Portloe è stata una delle location del film del 1935 Forever England[1]
- Il villaggio di Portloe fu una delle location del film della Disney del 1950 L'isola del tesoro[1]

## Economia

### Turismo
Nel villaggio trova posto anche un albergo di lusso, il Lugger Hotel.
La località è frequentata da vari personaggi famosi quali il primo ministro britannico Dave Cameron, le attrici Dawn French e Catherine Tate, ecc.
Il villaggio è inoltre frequentato dagli appassionati di relitti marini.